# Minutage
Die Minutage (franz. für „genaue zeitliche Planung“) ist ein vom Choreografen verfasster Verlaufsplan des mimisch-tänzerischen Geschehens, der detaillierte Hinweise auf Charakter und Ausdruck der jeweils erforderlichen Musik enthält. Sie dient als Grundlage für die Komposition einer Ballettmusik und stellt damit eine Art Absprache zwischen Choreograf und Komponist dar. Sie enthält einen in Szenen gegliederten, tänzerischen Handlungsverlauf und Anweisungen über Zeitverlauf, Tempo, Metrum und Instrumentation.
Die Ballettmusik hat die Aufgabe, inhaltliche und atmosphärische Momente einer Handlung zu vermitteln und mit der Gestik und der tänzerischen Aktion eine Einheit zu bilden. Sie bildet die rhythmische Folie für den Tanz.